# Еппендорф (Саксонія)
Еппендорф (нім. Eppendorf) — громада в Німеччині, розташована в землі Саксонія. Входить до складу району Середня Саксонія.
Площа — 33,69 км2. Населення становить 4013 ос. (станом на 31 грудня 2020).